# 丹尼·莫里森
丹尼·莫里森（英語：Denny Morrison，1985年9月8日—），加拿大男子速度滑冰运动员。他曾代表加拿大参加2006年、2010年、2014年和2018年四届冬季奥运会，共收获一枚金牌、两枚银牌和一枚铜牌。